# Josef Truck
Josef Truck (* 1787 oder 1788; † 5. April 1868 in Klagenfurt) war ein österreichischer Jurist und Politiker. Er bekleidete von 1822 bis 1850 das Amt des Klagenfurter Stadtoberhauptes.

## Wirken
Josef Truck war das letzte Klagenfurter Stadtoberhaupt des Vormärz, einer vom Absolutismus geprägten Epoche, in der die städtische Selbstverwaltung sehr eingeschränkt war. Die Bürgermeister, welche für gewöhnlich eine juristische Ausbildung absolviert hatten, mussten sich nicht regelmäßig einer Wahl stellen, sondern wurden auf Lebenszeit ernannt. Seit 1785 erfolgte diese Ernennung in Klagenfurt durch einen 24-köpfigen Bürgerausschuss. Erst nach der Revolution von 1848/1849 wurde von Franz Joseph I. ein Gemeindegesetz erlassen, welches die kommunale Selbstverwaltung mit einem Gemeinderat und einem von diesem regelmäßig gewählten Bürgermeister einführte. Damit musste Josef Truck sein Amt, welches er seit 1822 bekleidet hatte, im Oktober 1850 an den ersten „modernen“ Bürgermeister Andreas Koller übergeben. Retrospektiv wurden Trucks Bescheidenheit und sein sorgsamer Umgang mit den Stadtfinanzen gelobt. Trotz großer Ausgaben für die Verschönerung der Stadt konnte er bei seinem Amtsantritt vorhandene hohe Schulden tilgen.
Josef Truck war verheiratet mit Anna (geb. Balthasar), einer Tochter des langjährigen Gurker Domstiftsanwalts Anton Balthasar. Er verstarb am 5. April 1868 im 81. Lebensjahr in Klagenfurt. Mit seinen 28 Jahren an der Spitze der Stadt ist er das am längsten amtierende Oberhaupt der Klagenfurter Geschichte. Aufgrund der vollkommen anderen Umstände seiner Bürgermeisterschaft wird dieser Rekord jedoch gemeinhin Leopold Guggenberger (Bürgermeister von 1973 bis 1997) zugesprochen.